# Batley Bulldogs Rugby League Football Club
Actualités
Batley Bulldogs Rugby League Football Club dit Batley Bulldogs est un club professionnel anglais de rugby à XIII basé à Batley, dans le Yorkshire de l'Ouest près de Leeds. Il évolue dans la Co-operative Championship qui est le second échelon du championnat d'Angleterre. Ils ont remporté notamment un championnat d'Angleterre et trois coupes d'Angleterre appelées la « Challenge Cup ».
Le club est fondé en 1880 en tant que club de rugby (qui devient plus tard le rugby à XV) puis participe à la fondation de la Northern Rugby Football Union (qui prend le nom plus tard de la « Rugby Football League ») en 1895 qui est à l'origine directe de la naissance du rugby à XIII. Ces dernières années, le club se trouve dans l'antichambre de la Super League - la Co-operative Championship. Il évolue au Mount Pleasant (en).

## Palmarès
- Championnat d'Angleterre (Super League incluse) (1) :
  - Champion : 1924.
- Coupe d'Angleterre dite Challenge Cup (5) :
  - Vainqueur : 1897, 1898 et 1901.
- Championnat du Yorkshire (7)[1] :
  - Champion : 1899 et 1924
- Coupe du Yorkshire (4)[1] :
  - Vainqueur :  1885 et 1913

- Précision :   1. 1 2  Le championnat du Yorkshire s'est déroulé entre 1895 et 1974, et la coupe du Yorkshire entre 1905 et 1993.

## Bilan du club toutes saisons et toutes compétitions confondues
| Année | Année | Saison régulière Championship | Saison régulière Championship | Saison régulière Championship | Saison régulière Championship | Saison régulière Championship | Saison régulière Championship | Saison régulière Championship | Saison régulière Championship | Phase finale Championship | Phase finale Championship | Phase finale Championship | Phase finale Championship | Phase finale Championship | Phase finale Championship | Phase finale Championship | Challenge Cup      |
| Année | Année | Class.                        | Points                        | MJ                            | V.                            | N.                            | D.                            | Pp.                           | Pc.                           | Perf.                     | MJ                        | V.                        | N.                        | D.                        | Pp.                       | Pc.                       | Performance        |
| 2021  | 2021  | 4e                            | 26                            | 21                            | 13                            | 0                             | 8                             | 561                           | 411                           | Demi-finale               | 2                         | 1                         | 0                         | 1                         | 35                        | 61                        | 5e tour            |
| 2022  | 2022  | 5e                            | 36                            | 27                            | 17                            | 2                             | 8                             | 738                           | 551                           | Finaliste                 | 3                         | 2                         | 0                         | 1                         | 62                        | 80                        | 5e tour            |
| 2023  | 2023  | 7e                            | 30                            | 27                            | 15                            | 0                             | 12                            | 506                           | 519                           | Non qualifé               | -                         | -                         | -                         | -                         | -                         | -                         | Huitième de finale |
| 2024  | 2024  | 10e                           | 22                            | 26                            | 11                            | 0                             | 15                            | 422                           | 591                           | Non qualifié              | -                         | -                         | -                         | -                         | -                         | -                         | Huitième de finale |
| 2025  | 2025  | -                             | -                             | -                             | -                             | -                             | -                             | -                             | -                             |                           | -                         | -                         | -                         | -                         | -                         | -                         | Huitième de finale |